# Azar Gat

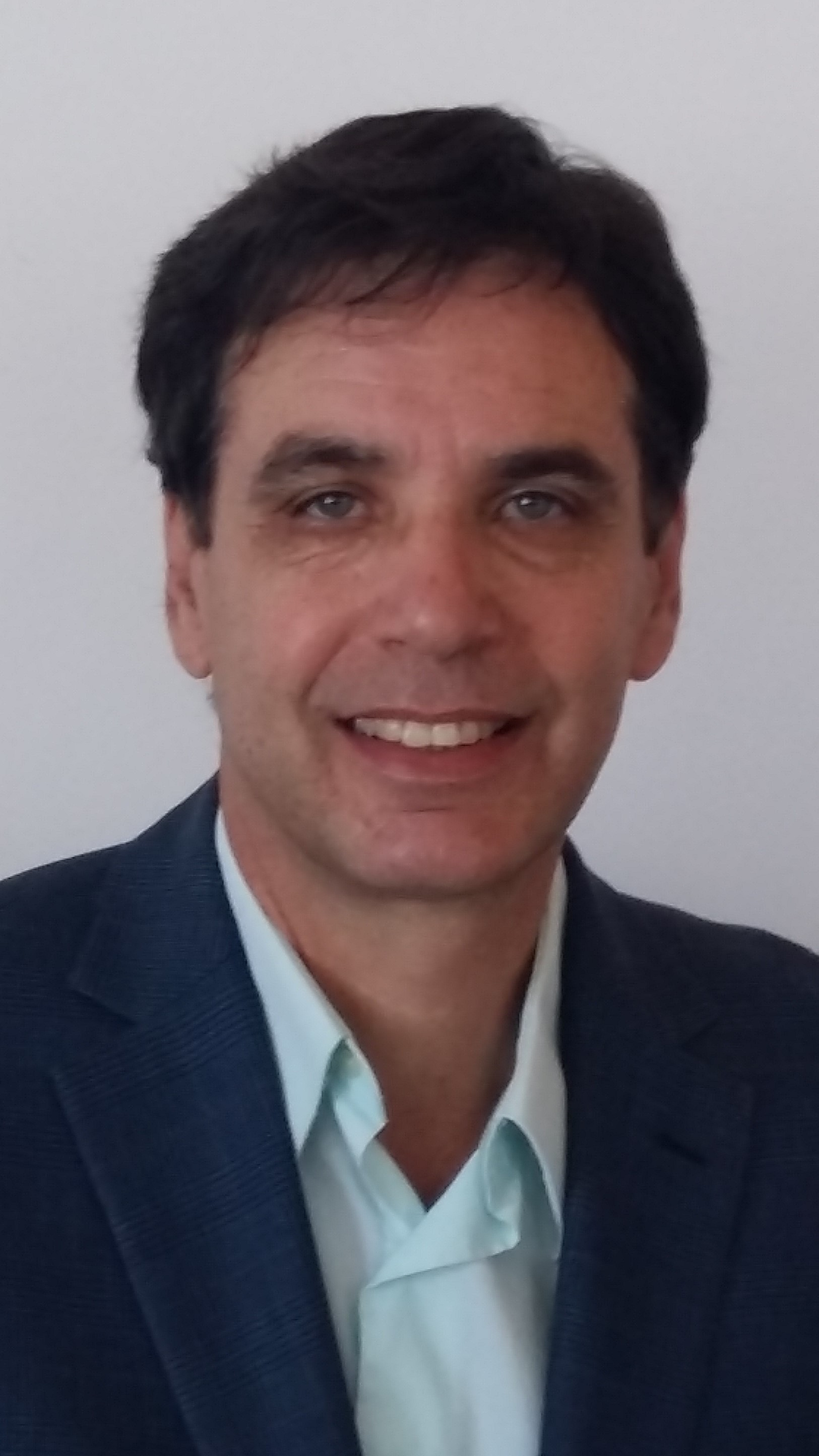
Azar Gat, 2016

Azar Gat (hebräisch עזר גת; * 24. Juni 1959 in Haifa) ist ein renommierter israelischer Militärhistoriker und -theoretiker.

## Leben
Gat studierte von 1975 bis 1983 an der Universität Haifa (B.A., M.A.) und von 1984 bis 1986 an der University of Oxford (Ph.D.).
Er war u. a. Fellow der Alexander von Humboldt-Stiftung an der Albert-Ludwigs-Universität Freiburg, Fulbright Fellow an der Yale University, British Council Scholar an der University of Oxford, Visiting Fellow am Mershon Center for International Security Studies an der Ohio State University, Goldman Visiting Israeli Professor an der Georgetown University und Koret Distinguished Visiting Fellow for Israel Studies an der Hoover Institution on War, Revolution, and Peace an der Stanford University.
Er ist derzeit Ezer Weizman Professor of National Security und Inhaber des Chair of the Department of Political Science der Universität Tel Aviv. Ebendort ist er Gründungsvorsitzender des internationalen Executive Master’s Program in Diplomacy and Security. Er forscht in den Bereichen Militärgeschichte, Militärstrategie, Militärtheorie und Nationalismus.
Gat bekleidet den Dienstgrad eines Major der Reserve in den Israelischen Verteidigungsstreitkräften.
Er ist Autor mehrerer Bücher und publizierte in Fachzeitschriften wie Foreign Affairs. 2001 erhielt er den Yitzhak-Sadeh-Preis, 2019 den EMET-Preis. 2006 führte The Times Literary Supplement sein Buch War in Human Civilization auf der Liste der „Books of the Year“.
Gat ist Mitglied im Advisory Editorial Board der Zeitschrift War in History.

## Schriften (Auswahl)
- The Origins of Military Thought: From the Enlightenment to Clausewitz. (Oxford Historical Monographs). Clarendon Press, New York 1989, ISBN 0-19-820257-1.
- The Development of Military Thought: The Nineteenth Century. Clarendon Press, Oxford 1992, ISBN 0-19-820246-6.
- Fascist and Liberal Visions of War: Fuller, Liddell Hart, Douhet, and Other Modernists. Clarendon Press, Oxford 1998, ISBN 0-19-820715-8.
- British Armour Theory and the Rise of the Panzer Arm: Revising the Revisionists. (St Antony’s Series). Palgrave Macmillan, Houndmills 2000, ISBN 0-312-22952-6.
- Hrsg. von Zeev Maoz: War in a Changing World. 3. Auflage. University of Michigan Press, Ann Arbor 2003, ISBN 0-472-11185-X.
- A History of Military Thought: From the Enlightenment to the Cold War. Oxford University Press, New York 2001, ISBN 0-19-924762-5.
- War in Human Civilization. Oxford University Press, New York 2006, ISBN 0-19-923663-1.
- Victorious and Vulnerable: Why Democracy Won in the 20th Century and How it is Still Imperiled. (Hoover Studies in Politics, Economics, and Society). Rowman & Littlefield Publishers, Stanford 2009, ISBN 978-1-4422-0114-9.
- Nations: The Long History and Deep Roots of Political Ethnicity and Nationalism. Cambridge University Press, Cambridge 2013, ISBN 978-1-107-40002-3.
- The Causes of War and the Spread of Peace: But Will War Rebound? Oxford University Press, New York 2017, ISBN 978-0-19-879502-5.
- Ideological Fixation: From the Stone Age to Today’s Culture Wars. Oxford University Press, New York 2022, ISBN 978-0-19-764670-0.